# Hr.Ms. Neptunus (1893)
De Hr.Ms. Neptunus was een schroefstoomschip van de Koninklijke Marine met een stoomaangedreven schroef als aanvullende voortstuwing. Bij de Nederlandse marine heeft het schip eerder tussen 1857 en 1893 ook de naam Zr.Ms. Evertsen (1857) gedragen.

## Scheepselftal
In de perioden aan de wal kon er door de bemanning gevoetbald worden. De Hr.MS. Neptunus bezat een scheepselftal, dat als voetbalvereniging Neptunus aangesloten was bij de Heldersche Voetbalbond. Tijdens de werfperiode te Den Helder, deed het scheepselftal onder meer in het seizoen 1917/18 mee aan de Heldersche competitie en aan seriewedstrijden tegen andere scheepselftallen en sportverenigingen van de Koninklijke Marine.